# Eurithia flavipennis
Eurithia flavipennis är en tvåvingeart som först beskrevs av Robineau-desvoidy 1830.  Eurithia flavipennis ingår i släktet Eurithia och familjen parasitflugor.
Artens utbredningsområde är Frankrike. Inga underarter finns listade i Catalogue of Life.